# Полтавське вище зенітне ракетне командне училище
Полтавське Червонопрапорне вище зенітне ракетне командне училище імені генерала армії М. Ф. Ватутіна (скорочено ПВЗРККУ) — вищий військовий навчальний заклад СРСР і України. Здійснював підготовку офіцерів з вищою військово-спеціальною освітою для частин і з'єднань протиповітряної оборони сухопутних військ.

## Архітектурний комплекс

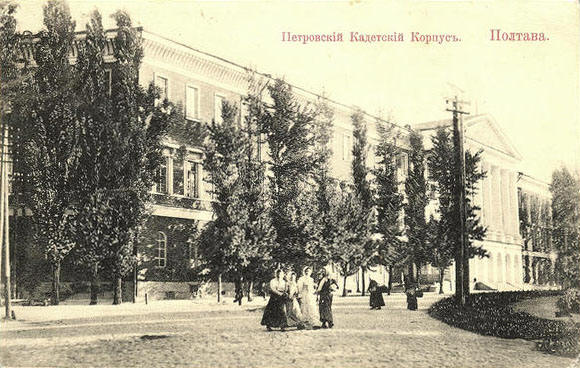
Будинок Петровського Полтавського кадетського корпусу, початок 20 століття

Основна територія ПВЗРККУ розташовувалася в комплексі будівель колишнього Полтавського кадетського корпусу в центральній частині Полтавиі який складає частину єдиного архітектурного ансамблю Круглої площі. Головний будинок зведено у 1835—1840 роках в стилі пізнього класицизму за проектом архітектора М. І. Бонч-Бруєвича. Це найбільший будинок серед споруд ансамблю площі (довжина головного фасаду — 132 метри).
На території, де пізніше розміщалося училище з 1840 по 1919 рік знаходився Петровський Полтавський кадетський корпус, потім, у 1920 році у будинку розмістилася піхотна школа, в якій у 1920—1922 роках навчався майбутній радянський воєначальник, генерал армії, Герой Радянського Союзу Микола Федорович Ватутін. 
З 1954 року по 1957 рік ,на території було розташовано Полтавське Червонопрапорне військове училище імені Рабочих Красного Замоскворечья ,яке до цього було базувалося у Києві і випускало офіцерів(лейтенантів) для сухопутних військ.
Після його розформування, на його місце, влітку 1957 року ,було передислоковано Дніпропетровське артилерійське училище . 
З літа 1958 року, в комплексі будівель розташоване Полтавське зенітне артилерійське Червонопрапорне командне училище (ПЗАКУ).

## Історія училища

### Дніпропетровське артилерійське училище (1941—1957 роки)
Училище було сформоване в перші дні Великої вітчизняної війни, 30 липня 1941 року на базі Дніпропетровських артилерійських курсів удосконалення командного складу РСЧА. Однак вже 3 серпня курсанти — вчорашні школярі і студенти Дніпропетровських вишів були направлені на передову.
Більше двадцяти днів особовий склад училища відбивав атаки противника, захищаючи місто, вів стримуючі бої на різних ділянках фронту 6-ї армії. За період боїв з 3000 курсантів в строю залишилося близько 150 чоловік. За виявлені доблесть і героїзм вчинені в кровопролитних боях серпня-вересня 1941 року орденами і медалями були нагороджені 88 курсантів і офіцерів училища.
23 серпня 1941 року залишки особового складу училища були відкликані з фронту і направлені в Томськ, де училище проіснувало до 15 липня 1944 року. Перший випуск офіцерів відбувся
23 лютого 1942 року.
Указом Президії Верховної Ради СРСР від 27 березня 1942 року «за стійкість і мужність, виявлену в боротьбі з німецько-фашистськими загарбниками» училище було нагороджене орденом Червоного Прапора, а 9 травня 1965 Президія Верховної Ради УРСР нагородила училище пам'ятною медаллю «20 років з дня визволення Радянської України від фашистських окупантів».
Після визволення України, в липні 1944 року училище передислоковане знову в Дніпропетровськ, де до 1958 року продовжувало готувати офіцерів артилеристів: за роки війни в училищі підготовлені 4,5 тисячі офіцерів. Десятеро з них — К. Ф. Бєлошапкін, В. М. Белоус, В. М. Безукладников, О. Д. Галецький, Ф. С. Клейбус, М. В. Лебедєв, М. П. Лопач, О. О. Поздняков, Є. І. Стерин і М. М. Юр'єв удостоєні звання Героя Радянського Союзу.

### Полтавське зенітне ракетно-артилерійське (1958—1995 роки)
Отже,з 1958 року це - Полтавське зенітне артилерійське командне Червонопрапорного училище (ПЗАКУ).
У 1968 році, у зв'язку зі зміною профілю на підготовку фахівців для військової ППО училище перейменоване у вище зенітно-артилерійське. Разом з цим йому присвоєне ім'я випускника Полтавської піхотної школи, Героя Радянського Союзу генерала армії М. Ф. Ватутіна.
23 травня 1973 року наказом Міністра оборони СРСР училище перейменовано в Полтавське вище зенітне ракетне командне Червонопрапорного училище імені генерала армії Ватутіна М. Ф. Причиною чому став початок підготовки в ньому офіцерів зенітно-ракетного профілю. Освоєння новітніх зразків зенітно-ракетної техніки зробило училище одним з найпотужніших навчальних закладів у системі ППО сухопутних військ. Всього в повоєнні роки училище підготувало більше ніж 12,5 тисяч висококваліфікованих офіцерів, п'ятнадцять генералів. Авторитет училища був настільки великий, що навіть після розпаду СРСР, Росією і Казахстаном висувалися пропозиції про спільне його використання.
Училище розформоване в 1995 році відповідно до Директиви Міністра оборони України № 133 від 25 липня 1992 року. Останній випуск в училищі відбувся 18 липня 1995 року. Бойовий Прапор частини зданий в Національний музей історії України у Другій світовій війні в жовтні 1995 року.

## Техніка і озброєння

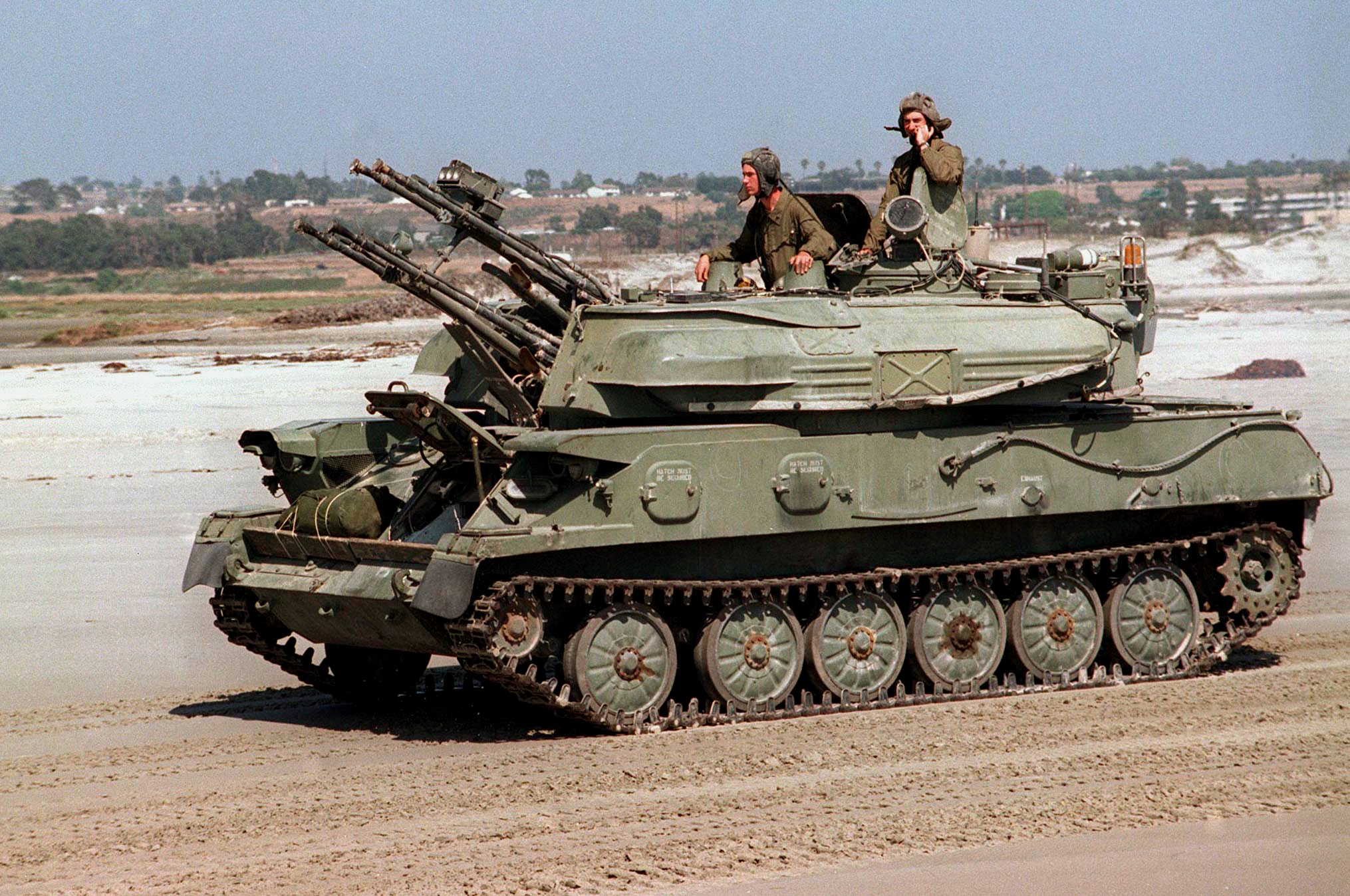
ЗСУ-23-4 «Шилка»

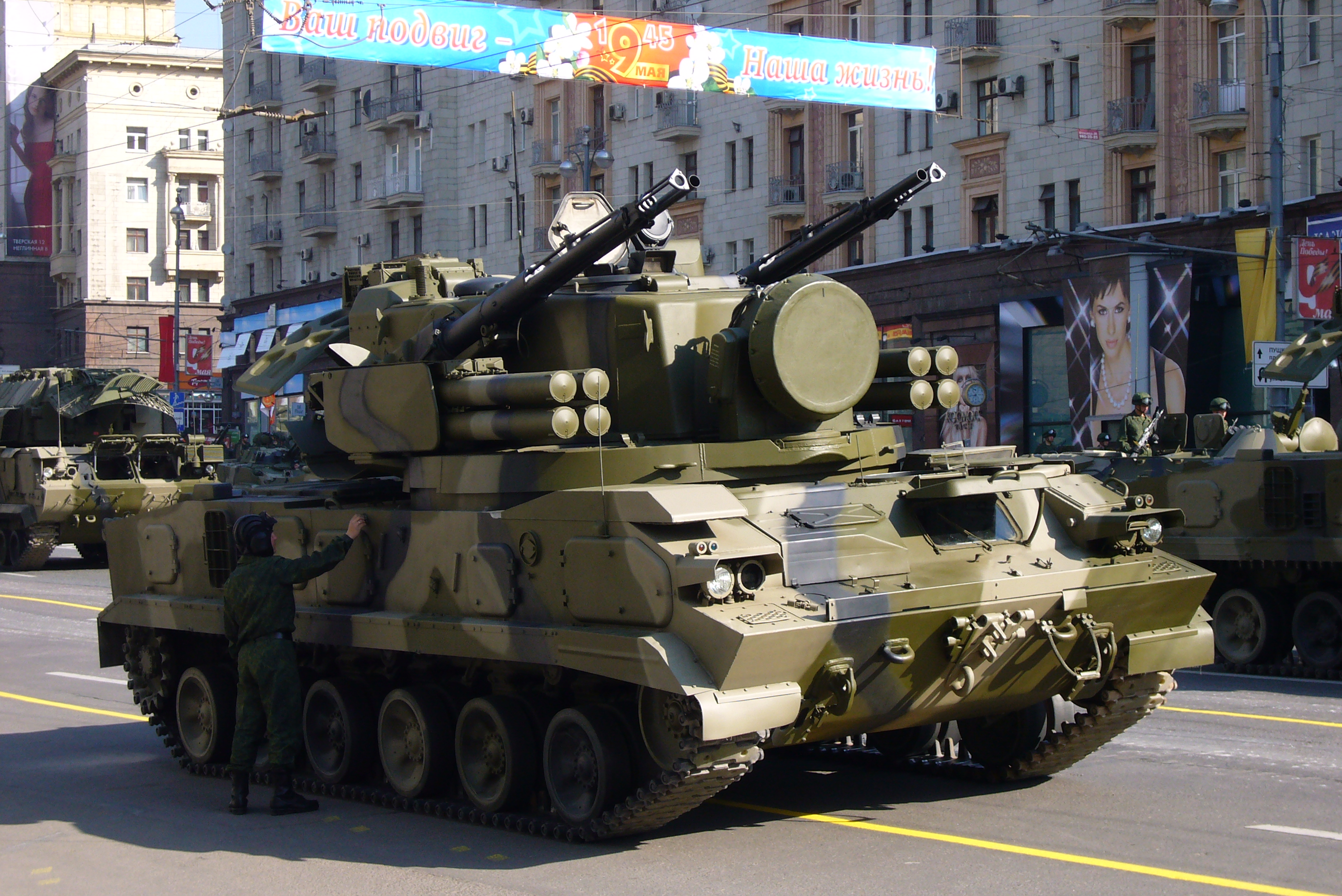
ЗРГК 2К22 «Тунгуска»

Підготовки курсантів ПВЗРККУ велася за двома основними профілями фахівців військової ППО — зенітні артилерійські комплекси і зенітні ракетні комплекси.
Основні види техніки і озброєння, що вивчалися в ПВЗРККУ:
- 37-мм автоматична зенітна гармата зразка 1939 (61-К);
- 100-мм зенітна гармата КС-19;
- Прилад управління  артилерійським зенітним  вогнем "ПУАЗО-7";
- Станція гарматного наведення СОН-9А;
- Радіоприладний комплекс РПК-1 «Ваза» (1РЛ35М1);
- Автоматична зенітна гармата С-60;
- Зенітний артилерійський комплекс С-60 «Ваза»;
- Рухомий пункт розвідки та управління ППРУ-1 «Овод-М-СВ» (9С80);
- Зенітна установка ЗУ-23-2;
- Переносний зенітний ракетний комплекс «Ігла» (9К38);
- Зенітний ракетний комплекс «Стріла-10М2» (9К35);
- Зенітний ракетний комплекс «Стріла-1М» (9К31);
- Зенітний ракетно-гарматний комплекс 2К22 «Тунгуска»;
- Зенітна самохідна установка ЗСУ-23-4 «Шилка»;
- Зенітна самохідна установка ЗСУ-57-2;
- Пункт управління ПУ-12М (9С482).

## Відомі випускники
- Максимов Олександр Євгенович (1974—2014) — майор (посмертно) Збройних сил України, учасник російсько-української війни.
- Білоус В'ячеслав Олександрович (1953) — полковник запасу, народний депутат України (1994−1998), голова Спілки офіцерів України (до 2012).
- Чижиков Сергій Григорович (нар. 1966) — український військовослужбовець, капітан Збройних сил України, учасник російсько-української війни, Лицар ордена Богдана Хмельницького III ступеня.